# رسوم المستخدم
رسوم المستخدم (بالإنجليزية: User fee)‏ هي رسوم أو ضريبة أو دفعة مالية لمالك المنشأة، أو المشغل، من قبل مستخدم المنشأة، كشرط ضروري لاستخدام المنشأة.
يدفع الناس، «رسوم المستخدم» مقابل استخدام العديد من الخدمات والمرافق العامة. على المستوى الفيدرالي في الولايات المتحدة، هناك رسوم على المشي إلى قمة تمثال الحرية، أو القيادة في العديد من المتنزهات الوطنية، أو استخدام خدمات معينة بمكتبة الكونغرس.
قد تفرض الولايات رسومًا على القيادة على الطرق السريعة أو تفرض رسومًا على أولئك الذين يخيمون في حدائق الولاية. عادة ما تفرض المجتمعات رسوم دخول لحمامات السباحة العامة وعدادات لوقوف السيارات في الشوارع المحلية، بالإضافة إلى أماكن وقوف السيارات على الشواطئ العامة، وملصقات تفريغ وطوابع بريدية.
في التنمية الدولية، تشير «رسوم المستخدم» إلى رسوم النظام للرعاية الصحية الأساسية، أو التعليم، أو الخدمات الأخرى، التي تنفذها دولة نامية لتعويض تكاليف هذه الخدمات.
غالبًا ما يوصي صندوق النقد الدولي، بأن تبدأ الدول في فرض رسوم على هذه الخدمات من أجل تقليل عجز ميزانياتها. يواجه هذا الموقف تحديًا متزايدًا من قبل العديد من الأشخاص الذين يزعمون أن رسوم المستخدم هي التي تضر بالأكثر فقراً. حتى أن البعض يجادل بأنه يجب أن يكونوا أحرارًا عند نقطة الاستخدام.
البديل عن تسهيلات التمويل والخدمات برسوم المستخدم هو تمويلها بضرائب الدخل. على عكس رسوم المستخدم، يدفع الجميع ضريبة الدخل، بما في ذلك، أولئك الذين لا يستخدمون أو يستفيدون بالضرورة من منشأة أو خدمة معينة.